# Falniowskia neglectissimum
Falniowskia neglectissimum es una especie de molusco gasterópodo de la familia Hydrobiidae en el orden de los Mesogastropoda.

## Distribución geográfica
Se encuentra en Polonia y Eslovaquia. 